# Ruivos
Ruivos é uma povoação portuguesa do Município de Ponte da Barca que foi sede da extinta Freguesia de Ruivos, freguesia que tinha 2,23 km² de área e 221 habitantes (2011).
A Freguesia de Ruivos foi extinta (agregada) pela reorganização administrativa de 2012/2013, tendo o seu território sido agregado ao das Freguesias de Crasto, Ruivos e Grovelas para criar a União das Freguesias de Crasto, Ruivos e Grovelas.

## População
| População da freguesia de Ruivos | População da freguesia de Ruivos | População da freguesia de Ruivos | População da freguesia de Ruivos | População da freguesia de Ruivos | População da freguesia de Ruivos | População da freguesia de Ruivos | População da freguesia de Ruivos | População da freguesia de Ruivos | População da freguesia de Ruivos | População da freguesia de Ruivos | População da freguesia de Ruivos | População da freguesia de Ruivos | População da freguesia de Ruivos | População da freguesia de Ruivos |
| -------------------------------- | -------------------------------- | -------------------------------- | -------------------------------- | -------------------------------- | -------------------------------- | -------------------------------- | -------------------------------- | -------------------------------- | -------------------------------- | -------------------------------- | -------------------------------- | -------------------------------- | -------------------------------- | -------------------------------- |
| 1864                             | 1878                             | 1890                             | 1900                             | 1911                             | 1920                             | 1930                             | 1940                             | 1950                             | 1960                             | 1970                             | 1981                             | 1991                             | 2001                             | 2011                             |
| 303                              | 286                              | 270                              | 330                              | 331                              | 326                              | 288                              | 335                              | 352                              | 374                              | 374                              | 335                              | 308                              | 261                              | 221                              |

| Distribuição da População por Grupos Etários | Distribuição da População por Grupos Etários | Distribuição da População por Grupos Etários | Distribuição da População por Grupos Etários | Distribuição da População por Grupos Etários | Distribuição da População por Grupos Etários | Distribuição da População por Grupos Etários | Distribuição da População por Grupos Etários | Distribuição da População por Grupos Etários | Distribuição da População por Grupos Etários |
| -------------------------------------------- | -------------------------------------------- | -------------------------------------------- | -------------------------------------------- | -------------------------------------------- | -------------------------------------------- | -------------------------------------------- | -------------------------------------------- | -------------------------------------------- | -------------------------------------------- |
| Ano                                          | 0-14 Anos                                    | 15-24 Anos                                   | 25-64 Anos                                   | > 65 Anos                                    |                                              | 0-14 Anos                                    | 15-24 Anos                                   | 25-64 Anos                                   | > 65 Anos                                    |
| 2001                                         | 59                                           | 29                                           | 119                                          | 54                                           |                                              | 22,6%                                        | 11,1%                                        | 45,6%                                        | 20,7%                                        |
| 2011                                         | 29                                           | 31                                           | 98                                           | 63                                           |                                              | 13,1%                                        | 14,0%                                        | 44,3%                                        | 28,5%                                        |